# Brekinja
Brekinja (bokunja, oskoruša divja, makolonica, lat. Torminalis glaberrima; sin. Sorbus torminalis) je monotipski biljni rod nekada, bjelogorična vrsta drveća iz porodice Rosaceae nrekada ukjljučivana u rod Sorbus.

## Rasprostranjenost
Prirodno je rasprostranjena u zapadnoj, srednjoj i južnoj Europi, sjevernoj Africi, Krimu, Maloj Aziji, Kavkazu i Transkavkaziji. U visinu dolazi do 900 m nadmorske visine. Raste mozaično, tj. pojedinačno ili u manjim skupinama, pomiješana s ostalim vrstama, uglavnom u termofilnim šumskim zajednicama hrasta medunca i u zajednicama hrasta kitnjaka, na prisojnim položajima. U mediteranskoj zoni brekinja je u Hrvatskoj rijetka. 
Češća je u submediteranskoj zoni, posebno u vlažnijem i hladnijem dijelu. Obilnije je prisutna na višim položajima mediteransko-montanskog pojasa do 700 m nadmorske visine u zajednici hrasta medunca i crnog graba. U kontinentalnoj Hrvatskoj brekinja obilnije dolazi na brežuljkastim terenima (150-400 m nadmorske visine) na dubokim, humoznim tlima, u zajednici hrasta kitnjaka i običnog graba. Iako rijetko, brekinja dolazi i u zajednici hrasta lužnjaka i običnog graba u Slavoniji, na sušim terenima.

## Izgled
Brekinja naraste kao stablo do 25 (-30) m. Ima okruglastu, gustu krošnju te ravno deblo, prsnog promjera 50-70 
(-100) cm.
Kora brekinje u mladosti je siva, sjajna i glatka, s velikim lenticelama, a kasnije tamnosiva, krupno nepravilno raspucana, mjestimice se odlupljuje.
Korjenov sustav u početku je sa žilom srčanicom, kasnije srcast.
Izbojci su zelenkastosmeđi do crvenkastosmeđi, sjajni, posuti sitnim, bjelkastim lenticelama.
Pupovi su spiralno raspoređeni, jajasti ili kuglasti, tupovrhi, pokriveni sa svjetlo zelenim do crvenkastim, sjajnim i golim ljuskama. Vršni pup veći je od postranih.
Lišće je jednostavno, lapovito, do 18 cm dugačko i do 10 cm široko, sa svake strane s 3-5 lapova. Lapovi su ušiljeni, najdonji par je najveći i gotovo okomit na glavnu žilu plojke. Prema vrhu lista, lapovi su sve manji, a vrh je kratko ušiljen. Rub lapova jednostruko je ili dvostruko napiljen.
Plojka je s gornje strane tamnozelena, sjajna i gola, a s donje strane svjetlija, u početku dlakava, kasnije gola ili samo uz žile dlakava. Peteljka je dugačka 2-5 cm. U jesen je lišće žućkastonarančasto do crvenkasto.
Cvjetovi su 10-15 mm široki, dvospolni, entomogamni, 30-50 zajedno u vršnim uspravnim gronjama veličine 10-12 cm.
Lapova i latica ima po 5, prašnika 20, vratova tučka 2, plodnica je podrasla. Latice su jajaste, bijele. Cvatne stapke dlakave. Cvijeta u svibnju i lipnju.
Fruktificirati počinje u starosti između 20 i 30 godina. Plodovi su obrnuto jajasti, smeđi sa svijetljim točkicama, 14-18 mm dugački, 8-15 mm široki, jestivi, po 5-10 zajedno.
U 1 kg ima 2600 - 2950 plodova. Dozrijevaju u rujnu i listopadu. Sadrže do četiri izdužene, tamnosmeđe,oko 7 mm dugačke sjemenke, a rasprostranjuju ih životinje, najviše ptice.
Sjeme posijano u jesen klije sljedećeg proljeća ili vrlo često, preleži 1-2 godine pa ga je potrebno stratificirati.
Puni urod je svake dvije godine ili tri puta u četiri godine, a u sastojini plodonose stabla koja imaju osvjetljenu krošnju.
Brekinja ima jaku izbojnu snagu iz korijena te su u krug oko majčinskoga stabla mogu naći biljke istoga genotipa. Takav način vegetativnog razmnožavanja čest je kod potisnutih, zasjenjenih stabala manja je njena izdanačka snaga iz panja.

## Ekološka svojstva
Brekinja je pionirska vrsta, sa širokom ekološkom valencijom. Poluskiofilna je vrsta, u mladosti dobro podnosi zasjenu, a kasnije traži dosta svjetla. Termofilna je do mezofilna vrsta otporna na sušu, hladnoću i kasne proljetne mrazove. U našim je šumama sporedna vrsta, koja doprinosi biološkoj raznolikosti, stabilnosti sastojine, potpori glavnim vrstama drveća i poboljšanju kvalitete tla. Vrlo je osjetljiva na kompeticiju ostalih vrsta u zajednici te su za njen uspješan razvoj neophodne prikladne uzgojne mjere.
Stabla u sjeni rastu sporo, no u optimalnim svjetlosnim i drugim stanišnim uvjetima raste brže od hrasta. Doživi starost oko 100 godina, a prema nekim izvorima i preko 200 godina. U zapadnoj Europi izvješteno je o vrlo visokim cijenama koje u nekoliko posljednjih godina postiže drvo brekinje, a kao posljedica toga dolazi do intenzivnog iskorištavanja s malo brige o kvalitetnoj obnovi te plemenite vrste.

## Korisnost
Plodovi brekinje poslije mrazova kad sagnjile, postaju kašasti, slatki i ukusni. Jedu se sirovi ili se od njih rade kompoti i marmalade, koje imaju okus sličan marmeladama od šipka. Prije su služili kao hrana siromaha i za dobivanje brašna od osušenih plodova. U davna vremena, plodovi brekinje prodavali su se na tržnicama u Londonu, Beču i Pragu. Sadrže mnogo trijeslovina pa su se od starih vremena, upotrebljavale za zaustavljanje proljeva. U plodovima ima mnogo šećera i organskih kiselina, a malo vitamina C (oko 10 mg%). Jedu ih ptice, srne, jeleni, miševi, vjeverice i puhovi. Lišće brekinje u samom je vrhu, najomiljenije prehrane srna i jelena.
Kora i plodovi brekinje imaju ljekovito svojstvo u liječenju šećerne bolesti, i u narodnoj medicini se smatraju prirodnim inzulinom. Za liječenje šećerne bolesti od mlade kore i podkorne mase priprema se čaj, a plodovi se jedu svježi, prerađeni u marmelade i đemove, osušeni kao čaj ili kao kompot.
Drvo brekinje, koristi se za izradu flauta, klavirskih tipki, orgulja, čembala i škotskih gajdi. Budući da se drvo brekinje ne širi i ne skuplja, upotrebljava se za izradu mjernih instrumenata, a cijenjeno je i u industriji furnira, ali je jako malo zastupljeno.

## Povijest
Najstariji pisani izvori o brekinji sežu u daleku prošlost. Rimski veleposjednik i pisac Marcus Porcius Cato Censorius (234. – 149. prije Krista) u svojem djelu „De re rustica”, koristi ime „Sorbum” bez podjele na vrste. Nakon 200 godina, prvi put se pojavilo ime „Sorbum torminale” u djelu Aulusa Corneliusa Celsusa, između 25. i 35. nakon Krista.
Temeljit opis brekinje dao je Gaj Plinije Drugi (Stariji) (23. – 79.), koji je opisao u nizu knjiga „Historia Naturalis” četiri vrste iz roda Sorbus. Plinije Drugi naziva brekinju imenom „Sorbus torminalis“.
U razdoblju od Plinija Drugog do njemačkog reformatora Martina Luthera nema nikakvih pisanih zapisa o brekinji. Luther u dopisivanju s prijateljem Agricolom spominje brekinju i njene plodove.
Godine 1546., Hieronimus Bock, prvi je tiskao sliku brekinje. Najstariji sačuvani herbarij s listovima brekinje potječe iz 1531. Sakupio ga je Cibo, a čuva se u Rimu. Samo nekoliko godina kasnije, pojavio se Aldrovandijev herbarij, koji se čuva u Bologni. Isti autor je objavio 10 knjiga sa slikovnim prikazima i akvarelima biljnih vrsta. Tamo se prvi put pojavljuje slika brekinje u boji.
Carl Linne, brekinju je imenovao znanstvenim nazivom „Crataegus torminalis“ (1753.). Deset godina kasnije, Crantz brekinji ponovno daje ime „Sorbus torminalis“, koje su mu već prije dali Celsus i Plinije Stariji. Zato se danas koristi znanstveno ime „Sorbus torminalis Crantz“. Ime „torminalis“ potječe od latinske riječi „torminosus“ - zgrčen, grčenje u trbuhu, što proizlazi iz zdravstvenih učinaka plodova brekinje, koji liječe probavne smetnje.
U hrvatskoj literaturi, brekinja se spominje tri puta u ranim brojevima Šumarskog lista iz 1891., 1893. i 1900.